# Terlano
Terlano, németül: Terlan, település Olaszországban, Bolzano autonóm megyében. Lakosainak száma 4830 fő (2023. január 1.). Terlano Andriano, Appiano sulla Strada del Vino, Gargazzone, Meltina, San Genesio Atesino, Bolzano és Nalles községekkel határos.

## Népesség
A település népességének változása:
| Lakosok száma | 4359 | 4391 | 4830 |
|               | 2017 | 2018 | 2023 |